# エイリアン (架空の生物)
エイリアン (Alien) は、映画『エイリアン』シリーズおよび『エイリアンVSプレデター』シリーズに登場する架空の地球外生命体の通称。固有種名はゼノモーフ。

## 概要
名称
一般的には「エイリアン（Alien）」という名称で通っているが、劇中の英語では「ゼノモーフ」（Xenomorph, 日本語の字幕や吹き替えの台詞では「異星人」）という名称が使われることもある。
1979年のシリーズ第1作『エイリアン』が公開されるまで、本来のエイリアンという単語は「異邦人」「外国人」の意味であったが、それと前後して本来の生息環境ではない人間の世界に入り込んだ「異星人もしくは異星生物」を指す表現としても使われるようになった。むしろ、日本においては「宇宙からの未確認生物」「宇宙モンスター」のような意味で使われることのほうが多いと言える。
一方、「ゼノモーフ（Xenomorph）」についてはジェームズ・キャメロンが『エイリアン2』で採用した語であるが、他の映画作品で「特殊生物」の英訳に用いられるなど、用例が広がっている。なお、地質学におけるゼノモーフは他形（鉱物#外形による分類を参照）を意味するが、キャメロンは『エイリアン2』の後になって地質学で使われている用語であることを知ったと語っている。
特徴
強酸性の体液や宇宙空間などの真空中でも生存できる（ただし、作品により差異がある）強靭な身体組織、優れた運動能力、強い生存本能から、『エイリアン』においては「完璧な生命体」と評され、何らかの生物兵器として作られた可能性が示唆されている。シリーズを通してこの生命体を生物兵器に利用しようと目論む企業「ウェイランド・ユタニ」が暗躍し、『エイリアン』シリーズではそれを阻もうとするエレン・リプリーの苦闘が描かれた。
各作品における設定の違い
『エイリアン』シリーズでは、エイリアンという生物種と人類が遭遇するのは宇宙に進出し、恒星間航行を行うようになった遠い未来での出来事であり、『プロメテウス』『エイリアン: コヴェナント』では「エイリアンの誕生に人類が関わっていた」ことが明かされている。
一方、『エイリアンVSプレデター』 (AVP) シリーズでは、紀元前数千年頃にはすでに存在しており、異星人プレデターの手で地球に持ち込まれていたと設定されている。このため、両シリーズはエイリアンと遭遇する時系列設定が矛盾する、一種のパラレルワールドとなっている。

## 生態
繁殖と産卵
エイリアンはハチ目の一部やシロアリといった社会性昆虫のように真社会性を有する動物であり、血縁を共有して数種の異なる特徴と役割を備えた個体群が、コロニーを構成した「巣」にて生存と繁殖を営む。産卵を担う1頭の女王個体「エイリアン・クイーン」を中心に、「働きアリ」や「兵アリ」に相当する多数の非繁殖個体が分業することで繁栄する。
2019年時点で、シリーズの作中にエイリアンにオスが存在するという描写はない。『エイリアン4』でクイーンが他の個体と一切接触しないまま産卵していたことから、単為生殖のみで繁殖できることがうかがえる。また、生態は刺胞動物のポリプにも似ており、次世代個体の再生産を直接おこなわず、寄生体を産み付けるための中間個体「フェイスハガー」を持つ。
クイーンが産む卵「エイリアンエッグ(オヴォモーフ)」からは、エイリアンの幼体ではなくフェイスハガーが孵化し、クモのような多数の脚で宿主となる生物の顔面を文字通り把握して付着し、尾のような器官でその首を絞め、宿主を昏睡状態に陥らせる。次に宿主の口へ産卵管のような器官を挿入し、エイリアンの幼生を肺の内部に産み付ける。
フェイスハガーに顔面を拘束された宿主は、鼻や口などを塞がれて自力呼吸が不可能な状態に陥るが、フェイスハガーが器官を使って生命維持に最低限必要な分の酸素を送り込むことから窒息はせず、昏睡状態となる。その後、しばらくすると役割を終えたフェイスハガーは死亡して離れて宿主は昏睡状態を脱するが、その間に宿主の体内で養分の吸収を開始した幼生はやがてヘビのような姿をした形態「チェストバスター」に成長する。充分に成長したチェストバスターは宿主の胸部を穿って体外に脱出し、その際のダメージで宿主は死亡する。チェストバスターは餌となる動物を捕食しながら脱皮を繰り返して急速に成長・変態し、最終的には四肢を備えた成体のエイリアンと化す。
能力
エイリアンは宿主の性質を受け継ぐため、成体にさまざまな種類が存在し、多種多様な能力を持っている。また、成体になったエイリアンは睡眠をとる。『エイリアン』では脱出艇のパイプに紛れ、『2』では巣の中で眠っていた。また、『2』の登場人物ニュートによれば「夜に襲ってくる」とされているが、作品によって時間が確認できない場合も多く、一貫した設定かは判然としない。
『3』や『4』の描写から、宿主と通常の獲物の区別がつくようであり、特にクイーンの宿主は殺さない。
起源
『エイリアン: コヴェナント』では「エイリアンは暴走したアンドロイドが新たな生命を作るべく、エンジニアと呼ばれる異星人の遺物を用いた動物実験を行った結果生まれた生物」と設定されている。

## 成体の特徴
成体の生物的特徴には、以下のようなものがある。設定上は身長200cm・体重160kg。
頭部
頭部は前後に細長い形状をしており、その上部は半透明のフードで覆われている（後述のエイリアン・ウォーリアーのみ、アクションシーンにおける破損への懸念、および監督ジェームズ・キャメロン自身の趣味によりフードが省略された）。頭部のデザインは、骸骨と男性器を基にしている（ギーガーが好んで使用するモチーフでもある）。
顔にはそれと判るような形状の鼻や耳は存在しない。目も存在しないようにみえるが実は頭部そのものが目であり、頭部を保護するため涙腺から涙が常に流れ落ちる状態になっている。
視覚
『エイリアン』（以後、『1』）に登場したビッグチャップは眼窩を持っていたが、眼球は無い『エイリアン4』（以後、『4』）のニューボーンには眼球とまぶたが発生している）。『エイリアン3』（以後、『3』）と『エイリアン: コヴェナント』（以後、『コヴェナント』）では魚眼レンズのような主観視点が登場し、人間と同じく色や空間を認知できる視覚となっている。
口顎
エイリアンは口の中にインナーマウスと呼ばれる第二の顎（咽頭顎）を持つ（ニューボーンのみ存在しない）。ウツボ、ヤゴの口器やカメレオンの舌のように伸縮し、口腔内から外へ向けて一直線に数十cmの長さまで飛び出す。射出される際の勢いによる対象物への打撃（および貫通）やその後の噛み付きなど、主に攻撃のために使われる。その射出力は、人間をはじめとする生物の骨格はおろか、人間の武器では破壊不可能なプレデターが使用する金属をも破壊するほどの威力を持っている。『エイリアンVSプレデター』（以後、『AVP』）ではプレデターのヘルメットを貫通し殺害している。
歯は人間の物に酷似しており、門歯や犬歯にあたる形状を見て取れる。人間に比べて犬歯が長い。歯を剥き出していることが多いが、唇も存在している。
手足
手足の力は人間をはるかに凌ぐ。特に脚力は非常に強く、極めて高い瞬発力を備えている。指の先端には鋭い爪を備えており、これと強い握力とを併用することで、凹凸の無い滑らかな天井や壁に張り付くことも可能である。
尾
尾は身の丈以上に長い。先端は槍の穂先のように鋭利な形状をしていて、金属や岩石を砕くほどの力と硬度を持っている。戦闘時には、鞭のように振り回す他、槍のように突き刺して使用する。力も非常に強く、200キロ近い体重を持つプレデターを先端に刺したまま持ち上げることができる。
また尾の先端を切断したとしても傷口から飛び散る体液を臨機応変の武器として使用する危険性が生じてしまう。『AVP2』ではプレデターがこれを材料に対エイリアン用に加工したスラッシャー・ウィップが登場している。
外殻
フェイスハガーおよびチェストバスター形態の外皮は白いタンパク質によって構成されている。チェストバスターから脱皮を繰り返し成体へと成長する過程で、外皮は硬質化し黒いシリコン樹脂状に変質していく。赤外線に写らないという特徴があり、『2』では赤外線ゴーグルを付けても何も見えないために海兵隊員たちがパニックに陥るシーンが存在する。温度や湿度など環境の変化にすぐさま適応し、宇宙空間などの真空状態にも耐えうるが、硬質感のある見た目ほどに強靭ではない。人類の武器では、拳銃弾では致命傷を与えるのは容易ではないが、M4カービンのような小銃弾なら破壊でき、プレデターの場合はレイザーディスクなどの切断兵器や、プラズマキャノンの攻撃で倒すことが可能である。
炎や液体窒素を浴びせられるといった、極端な温度変化にも耐えうるが、反応からするとダメージは受けているようである。ただし、エッグやチェストバスターの状態で炎に耐えることはできず、燃え上がってしまう。『2』のノベライズ版や、各ゲーム作品では、火炎放射器でエイリアンの成体を殺傷する描写もある。
しかし、ビデオゲーム『エイリアン アイソレーション』では拳銃は勿論、散弾銃やボルトガンなどの強力な銃でもダメージを与えられないばかりか怯みすらしないなど、映画シリーズとは別格のタフネスさを誇っている。
またエイリアン自身の体液も防ぐため、プレデターはこの外殻から武器を作り出すこともある。
体液
幼体・成体を問わず体液は黄色い強酸性で、金属その他のあらゆるものを腐食させる性質を持つ。そのため、うかつに攻撃すると返り血によって攻撃者側も大きなダメージを受ける。さらに自らの出血を利用して拘束状態を脱したり、武器として使用した例も見られる。当然ながらエイリアン自身の外殻は溶けることはなく、『AVP』シリーズでは、プレデターがエイリアンの体を対エイリアン用の武装に加工する様が描写されている。体液は持ち主が死亡すると酸性から中和されていく。武器として使用の描写から、胃のような粘膜による耐酸性ではなく、体組織自体が根本的に酸で溶けないことが判明している。しかし、『AVP2』のラストでは、雨の降りしきる中でプレデリアンと刺し違えて大量の返り血を浴びていたクリーナーの肉体がまったく溶解しなかったり、同じように雨の中で殺されたエイリアンの返り血で物が溶けるという描写がまったく無かった。
この酸の他に、エイリアンは涎をはじめ全身から大量の粘液を分泌している。作品によって涎も酸性を持ったり持たなかったりしている。『4』に登場したニューウォーリアーは口から酸を吐いて攻撃することができる。ゲームでもエイリアンが酸を吐いて攻撃する作品がある。
死後中和する、体積以上の量を溶かすといった点から、海外のファンサイトなどでは酸ではなく腐食性の細菌が体液中に存在しているのではないかと考察する向きもある。
分泌液
樹脂状に固まる分泌液によって幾何学的な巣を構築する。さらに犠牲者をこれで拘束し、チェストバスターを寄生させる。ただし、分泌のプロセスは不明。薄い状態なら人力でも破壊は可能。巣の模様にはエイリアンの姿が溶け込むため、これを利用して侵入者に対する奇襲が可能となっている。
『1』の終盤リプリーに放逐され『ロムルス』冒頭で回収された個体は、空気が無い無重量の宇宙空間でも殻を生成し、休眠という形で生命活動を保っていた。分泌液の働きとみられるこの殻は、厚みを持ち岩石のように堅固で、切開にはレーザービームが用いられている。
身体能力
チェストバスターやフェイスハガーも動きは敏捷かつ俊敏である。後者は強靱な尾によって獲物に飛びかかったり、首を締め上げたりする。成体になっても俊敏性は衰えず、天井や床下などを自在に音もなく動き回る。
人間が素手でエイリアンに対抗することはほぼ不可能であり、場合によってはプレデターをも倒す。至近距離で連射された弾丸をかわすなど反射にも優れる。また、動作探知機に感知されないほどの隠密性も持つ。
酸素呼吸をしているかは不明だが、劇中では睡眠中に呼吸音と共に身体を上下させる様子が描写されている。また、大気組成が地球と異なる環境下や真空の宇宙空間でも長期間生存することができる。
知能
機械の動力を意図的に断つほどの知能があり、『2』に登場するクイーンに関しては卵を守ろうとする母性も見せ、同族同士で連携し集団戦を展開することもできる。リプリーの威嚇を受けたクイーンが卵を守るためにウォリアーに彼女への攻撃を控えさせたり、エレベーターに乗って逃走したリプリーを後続のエレベーターで追う描写がある。『エイリアン4』で登場する個体たちはクローン再生段階でリプリーの遺伝子と融合したことにより、従来の個体より明確に知能が高まっており、ボタンを押すと「お仕置き」である液体窒素が噴射されるということを学習し、さらに人間を殺害するためにその装置を利用するという知能を見せた。さらにノベライズ版などではテレパシーのようなもので意思疎通を図っていることが示唆されているが、劇中でそれが具体的に描写されたことはない。『AVP』のノベライズ版では、クイーンの怒りを感じたグリッド以外のエイリアンが怯えるという描写があった。同様の描写は『AVP2』のノベライズ版にも登場する。
作品を重ねるごとに高い知能を持つような描写が増えてきており、最新作においてはある程度の意思の疎通が描かれている。

## 種類

### エイリアン・エッグ（オヴォモーフ）
中間体であるフェイスハガーを内部に保護する卵のようなもの。単に「エッグ」ともよばれている。形状は卵形だが、上部には花弁状の開口部があり、殻のような硬質感はない。根が生えており、内部には血管や神経のようなものが見られる。寄生対象が近づくと花弁が開き、内部からフェイスハガーが飛び出し襲い掛かる。外殻部分は半透明で、光を当てると中で蠢くフェイスハガーが透けて見える。
生物の発する気配や振動を感知してフェイスハガーを排出する性質があるため、内包した状態で持ち運ぶことは不可能に等しいようである。エイリアンを儀式に利用していたプレデターたちも、エッグを産み落とすクイーンそのものか、フェイスハガーの状態で持ち運んでいる。ウェイランド・ユタニ社も、エッグではなく人間に寄生させた状態での運搬を企み、『4』ではクイーンを使ってエイリアンを増産していた。初期設定によれば、体表から靄のような有色の気体を放出してそれらの振動を感知することで排出する仕組みになっており、一作目で靄がかかっているのはそれらの設定の名残である。
『4』ではエイリアン自身もこの性質を利用。通路を水没させて水面にエッグを大量に設置し、水中を移動する人間が息継ぎのために水面へ顔を出した気配を察知してエッグから生まれたフェイスハガーに襲わせるという、一種の地雷のような使い方をしていた。
初期の設定では、エッグは捕らえられた人間が変質させられた物であり、クイーンが出産する物ではなかった。『1』において、ダラス船長とブレットが卵（繭）にされた姿が撮影されたが、カットされている（ディレクターズ・カット版に収録）。デザイン画におけるエッグの口は性器の形そのままであり、プロップを造形される段階で現在の十字型の花弁状へと変更されている。ギーガーによればこの変更は20世紀FOX側からの指示によるものであったものの、当のスタッフたちは「十字架を連想させる」と喜んでいたという。

### フェイスハガー
宿主となる生物に寄生体を植え付けるための中間体。名前の由来は「Face（顔に）Hugger（張り付くもの）」。
人間の手に節足動物（特に甲殻類やクモ綱）を掛け合わせたような形態をしており、胴体は人間の顔ほどの大きさである。『AVP』ではサソリと仮称されたこともあった。
俊敏に動き、8本の脚で宿主となる生物の顔面を抱え込む。さらに簡単に引き剥がされないよう、長い尻尾を首に巻きつける力も強く、『1』では気密服を着用していたケインのヘルメットのフードを破って寄生体を植え付け、『2』ではリプリーの顔に貼り付こうとしたフェイスハガーを引き離すのに海兵隊員が2人がかりであった。
顔に張り付いた後は、巻きつけた尾で首を絞めて宿主を昏倒させ、同時に窒息しないように宿主の呼吸に合わせて酸素を送り込む。この状態で腹部にある女性器状の器官から長い寄生管を伸ばして相手の口内に挿入、酸素とともにエイリアンの胎児を肺に寄生させる。一度完全に貼り付かれると外科手術で分離するしかないようであるが、傷をつけると強酸の体液が噴き出すため、除去は困難である。『2』では被寄生者の命と引き換えに幼体移植前のフェイスハガーが複数、標本として捕獲されており、LV426の通信途絶から救援到着までに二体が生き残っていた。卵の外に出た後も寄生活動前には長期間生息可能とみられる。
今のところ、全シリーズを含め劇中においてフェイスハガーを自力で引き剥がした人間は、エイリアンの遺伝子によって超人化したクローン・リプリーのみである。また、描写されてはいないが、『AVP』においてスカー・プレデターがフェイスハガーに取り付かれた際もすぐに引き剥がしている。このフェイスハガーはスカーを窒息させること無く、一瞬の間に寄生卵を植えつけたため、スカー自身も寄生されたことに気づかなかった。
寄生を果たすとフェイスハガー自体は死に、宿主の顔から剥がれる。体液は酸性から中性に変わるため、解剖や観察も可能になる。フェイスハガー自体は弱いため、銃撃でダメージを与えることが可能である。寄生対象は人間とは限らず、『3』では四足獣（イヌ）、『AVP』ではプレデターに寄生した。
クイーン・フェイスハガー
『3』に登場した、エイリアンクイーンを産みつけるためのフェイスハガー。「スーパー・フェイスハガー」とも呼ばれる。
劇中では指だけが映されたために確認できないが、指の裏にはかぎ爪、指の間に被膜があり、体色や体長が異なるなど通常の個体とは大きな差異があることが、プロップなどから確認できる。完全版では死骸が登場しており、一瞬ではあるが全身像を確認することができる。

### チェストバスター
フェイスハガーによって植え付けられた寄生体が成長した幼体。「Chest（胸を）burster（破壊するもの）」という名前の通り、宿主の体（主に胸部）を突き破って体外へ出てくる。激痛、骨および臓器破損と大量出血が重なって宿主は必ず死亡するが、外科手術による摘出も可能である（現時点において、外科手術によりエイリアンを摘出することで生存できた人間は『4』のクローン・リプリーのみ）。フェイスハガーが剥がれた後、宿主は意識を取り戻しているため、チェストバスターが誕生する際は激痛に襲われ、悶絶する。
大まかな形状は成体に近く、細い手を持つが足のないヘビのような姿をしており、体色は白色〜肌色である。移動スピードは非常に早い。成長速度も速く、誕生直後は比較的脆弱だが、何度かの脱皮を繰り返して成体へ至る。餌は不明だが、肉を食べる描写が登場する。
前述の通り成体と比較して皮膚の耐久力は低く、火炎放射器による炎も有効であるが周囲に成体が存在する場合、絶命前に発した悲鳴によって呼び寄せる描写(『2』)があり幼体でも侮りがたい存在である。
宿主の性質を受け継ぐことがあり、『3』ではイヌに寄生（ドッグバスターとも通称される）したため、それと同様の素早さを持ち、『AVP』では寄生したプレデターと同様の外顎を持ったチェストバスター（後のプレデリアン）が誕生した。 また宿主や植え付けた個体によって、チェストバスターの大きさや成長率は異なるようである。
作品を重ねるごとに潜伏期間が短くなっており、『1』では数日だったものが『AVP』シリーズに至っては数時間となっている。

### エイリアン・ビッグチャップ
『1』に登場した個体。名前の意味は「大きな額」。単に「エイリアン」もしくは「ゼノモーフ」とも呼ばれる。フードの下に眼窩を持つが、眼球らしきものは無い。プロップなどでは頭部に人間の頭蓋骨を模した造形が確認できるが、半透明のフードによりほとんど見えなくなっている。背中にパイプ状の突起物が5本生えており、手足は人間より長い。
寄生されたノストロモ号の乗組員ケインの体から誕生。以後、船内で成長し、孤立した宇宙船の中で暗闇から乗組員を一人ずつ襲い殺す恐るべき存在として描かれる。リプリーとアッシュを除く乗組員を惨殺するものの、最後はリプリーによって脱出艇ナルキッソスのエアロックから放出、ロケット噴射で吹き飛ばされ、宇宙空間の彼方へと消えていった。ノベライズ版では船外に放出された後に気圧の急変のため破裂している。
『1』より20年後の2142年が舞台の『エイリアン:ロムルス』ではノストロモ号が自爆した宙域で仮死状態で漂流しているところをウェイランド・ユタニ社により回収され、ルネサンス宇宙ステーションにある研究施設レムスで研究材料となっていたことが判明している。しかし、研究中に覚醒し活動を再開してからはステーション内の人間を次々と殺害し始める。多大な被害を出しながらも最終的にステーションの治安部隊に射殺され、その死骸は研究施設レムスにある遺伝子ラボの天井に引っかかるように吊り下がった状態で遺棄される。
初期の設定では、このビッグチャップ単体で繁殖可能であり、カットされたシーンでは、姿を消したダラスとブレットを巣に拘束し、エッグへと変貌させようとしていた。
人間をエイリアンに改造するという設定は、『AVP2』のプレデリアンの繁殖能力として採用され、プレデリアン自身もビッグチャップの意匠がある。

### アイソレーション・ゼノモーフ
ゲーム『エイリアン アイソレーション』に登場した個体。作中では「人殺し」もしくは「エイリアン」と呼ばれる。基本的なデザインは第1作に登場したビッグチャップに準じているが、6本の指は全て独立して動く、手首に蛇腹状のデザインがない、尻尾の先端が長く鋭い形状になっている、後脚が趾行性になっているなどの違いがある。趾行性の脚に関してはゲームの性質上、素早く動く場面が多いためである。
『1』より15年後の2137年にノストロモ号のフライトレコーダーを回収したアニセドラ号の乗組員C・フォスターより誕生。セヴァストポリ宇宙ステーション内で居住者を殺害、または捕獲して原子炉に張った巣でフェイスハガーを寄生させて仲間を増やしていた。
当初は『1』と同様に1体のみがステーション内を徘徊しており、ゲーム中盤でアマンダ・リプリーの活躍によってステーションから切り離しが可能な研究ラボに閉じ込められ、追放される。しかし、終盤にステーション内の原子炉に巣を作っていたことが発覚してからは複数体が登場する。
本作では第1作の「完璧な生命体」という側面が強調されており、リボルバーや閃光弾などは全く通用せず、ショットガンの接射や最大チャージのボルトガンですら一瞬怯ませる程度。火炎放射器やパイプ爆弾などで一時的に撃退させられるが、作中ではどう足掻こうが絶対に殺すことはできない。武器・アイテムによる撃退も、多用しすぎると脅威ではないと学習され、火炎放射器にすら一切怯まなくなり、投擲物で注意を引こうとすれば逆にこちらの位置を割り出してくることもある。
一方でエイリアンの攻撃を防ぐ手段は存在せず、たとえ遠くから発見された場合でも一瞬で距離を詰めてくるため、エイリアンに発見されることは正に「死」を意味する。元より生身の人間がどうこうできるような存在ではないため、「どう対処するか」よりもまず「遭遇しないこと」が何よりも重要となる。しかし通風口で待ち伏せする、逃げ込んだダクトに先回りする、机の下に隠れても覗き込む、執念深く警戒するなどの知的行動を行うためそれも容易ではなく、プレイヤーは常に極限の緊張感に晒されることとなる。

### ゼノモーフ（ルネサンス）
『エイリアン:ロムルス』に登場した個体。本作に登場するエイリアンは、特定の名前が設定されていないため便宜上、舞台となった宇宙ステーションの名前を併記する。
ビッグチャップやアイソレーション・ゼノモーフ同様にフードの下に眼窩を持ち、フードの表面にはストライプ柄の黒い模様が浮き出ている。従来のエイリアンと比べると胴体が大きく、後脚の形状は趾行性なためビッグチャップと比べて一回り近く大柄であるが、ウエストや手足が細長く、全体的に華奢な体型をしている。背中の5本のパイプ状の突起物は短く、つま先の甲部分には鉤爪が生えている。体色は濃紺で全身の蛇腹部分は銅色になっている。
チェストバスターの脱皮後に、さらに「蛹の段階」を経て成体になるという特徴を持つ。蛹の状態では壁に貼り付いているため身動きが取れないが、尻尾や強酸性の血液を利用したある程度の自衛は可能。
ルネサンス宇宙ステーションの研究施設ロムルスにあるロムルス・ベータ・ラボにて回収したビッグチャップを研究、DNAを解析した末に培養して生み出されたクローン・フェイスハガーに寄生された人間から生まれた。
休眠状態から活動を再開したビッグチャップの手により解放された一部のクローン・フェイスハガーが、施設の人間に寄生して誕生、その後は数を増やしてステーション最下部に巣を作っていた。
スコーチド・ゼノモーフ
名前の意味は「焼け焦げた」。貨物船コーベラン号の乗組員であるナヴァロから誕生した個体。成体になる直前の蛹の状態の時にスタンバトンを蛹の中にねじ込まれた影響でフードに傷を負っており、さらにフード内では時折スパークが発生している。
ナヴァロから誕生した後は蛹の状態でありながらビヨンを強酸性の血液で殺害、ケイを巣へ連れ去りタイラーをも殺害するが、エレベーターシャフトでレインを助けるためにF44AAパルスライフルを手にしたアンディに射殺される。アンドロイドであるアンディに射殺されたことでシリーズで初めてアンドロイドに倒されたエイリアンとなった。
ロムルス・ベータ・ラボにいるレインたちが外に出てくるまで入口付近で静かに隠れて待ち伏せする、エレベーターシャフトを落下していたレインを尻尾で拾い上げ、安全な足場まで運んでフェイスハガーが寄生しやすいように威嚇して動けなくするなど知能の高い行為を見せている。

### エイリアン・ウォーリアー
『2』から登場した種類。以降の作品で同様の役割を担う種類を指す総称でもある。
ビッグチャップと違い、頭部のフード状の部分が無くなっている。前作の機械的な容姿から、細身の昆虫を思わせる外見となり、腕には外骨格状の突起物が追加され、牙は前方へ突き出ている。
社会性昆虫で言えば働きバチや働きアリ、兵アリのような生態を持ち、エイリアン・クイーンを中心とした社会においては、寄生対象となる獲物の捕獲と拘束、産卵中のクイーンの護衛およびコロニーに近づく脅威の排除などを行う。群生コロニーを形成し、獲物がいない時には天井や壁などで休眠状態で待機し、敵や獲物が接近した場合には集団で襲い掛かる。寄生対象がいる時は積極的に襲撃をかける。
知能だけでなく学習能力もあり、一度襲撃に失敗した通路は使用せずに他の進入経路（天井の隙間や通気口など）を見つけ出して侵入してみせた。巣が大気変換施設にあるのも、暖かく過ごしやすいことと人間がその場所を破壊できないと看破したためであることがノベライズ版にて示唆されている。
大群で登場し設定上は100体近く生息しているが、実際の撮影に用いられたスーツは5体程度で、アニマトロニクスも活用されている。体色は実際のスーツやパペットは茶色であるが、劇中の照明やポスターのイメージから商品化される際は青色になることが多い。
ノベライズ版ではコロニーの人口総数157名のうち、半分強の100人程度がエイリアンになったと仮定していた。その内50体が植民地住人たちとの戦いと最初の海兵隊との戦いで倒され、さらに半分以上のエイリアンがセントリーガンの攻撃で倒されていた。

### エイリアン・クイーン
『2』から登場した、エイリアン社会のトップに君臨する種類である。社会性昆虫の「女王体」がそうであるように、クイーンの体のサイズも、通常のエイリアン・ウォーリアーを遥かに上回る。腕は大きいものと小さい物が左右2対、計4本生えている。必要に応じて二足歩行する。頭部からは2〜3mほどもある冠のような器官が後方に伸びており、目の無い顔面部分は普段その下へ格納されている。背中の突起もパイプ状ではなくトゲ状で、左右3対計6本である。
クイーンの役割は主にエッグの産卵である。高い運動能力を持つが、通常は体を天井や柱に固定され、下腹部につながる巨大な卵嚢から産卵管を伸ばしてひたすら産卵行動を続けているため、移動は不可能である。危急の際は自ら卵嚢を切り離し機動性を回復するが、通常産卵状態にあるクイーンの防衛や餌の調達はエイリアン・ウォーリアーが行うようである。
『2』では、巣を破壊したリプリーを追跡してスラコ号に侵入（この際船内に卵を生み落していた）。パワーローダーに乗ったリプリーと格闘した後、遠隔操作で開いたエアシャフトから宇宙空間へ放出された。
『3』では、上記の卵から生まれたフェイスハガーによってリプリーの体内に密かに寄生するが、ラストシーンでリプリーの胎内に宿ったまま、溶鉱炉に身を投げたリプリーの道連れにされた。
『4』では宿主リプリーと共にクローンとして再生された。その際、リプリーの遺伝情報を得たことで子宮を生じ、胎生により人間とエイリアンとの融合体であるニューボーンを出産するが、直後に殺された。今のところ、クイーン（クローンではあるが）の明確な死の描写はこれのみである。
『AVP』では、「プレデターが宇宙から地球に持ち込んでいた」という設定で登場する。プレデターたちの儀式のために、エッグを産ませる道具として冷凍保存されていたが、レックスたちがピラミッド内の仕掛けを踏んだことで復活する（鎖と枷で拘束されており、特殊な器具から放出される電気ショックによって強制的に卵を生まされ続けていた）。その後、子供であるバトル・エイリアンを呼び寄せ、自らの体を傷つけさせて強酸性の血液で拘束具を破壊して逃亡。ピラミッド爆破後に地上でレックスとスカー・プレデターに襲いかかるが、体に残っていた拘束鎖を鯨油精製用の大釜に結びつけられ、共に南極海に沈められた。
ノベライズ版では、エイリアン・ウォーリアーが長期間単独で存命した場合に体器官の変態を生じクイーンへと変化、単独での繁殖行動が可能とされている。
また、ゲーム『エイリアンVSプレデター3』では、エイリアン編の主人公「Specimen 6」が、最終的にクイーンエイリアンへと成長する。
寄生する際、クイーンは胸郭ではなく子宮に寄生し、成長にもウォーリアーより時間がかかるようである。
シリーズを通して何度も登場しているが、一度も地球人を殺したことはなく、直接倒した敵は『AVP』のスカー・プレデターのみである。
プレトリアン
名前は「ローマ皇帝の親衛隊」の意。その名の通り、エイリアンコロニーの次期女王候補となったメス型エイリアン。エイリアン・ウォーリアーなどと比べると大きく、非常に高い身体能力を持ち、耐久能力や攻撃力もウォーリアーよりはるかに高い。
クイーンに似ており、同じくエイリアン・ウォーリアーを統率する能力を持っているが、若干小柄である。クイーンが死亡した時点で、その中での最強のプレトリアンが成長し、新しいクイーンとなる。
映画には『エイリアン4』に1シーンのみ登場し、チェストバスターからプレトリアンを経てクイーンと成長する。

### ドッグ（バンビ）・エイリアン
『3』で登場した個体。犬（完全版では牛）に寄生して誕生したことからこう呼ばれる。宿主が四足獣だったため、趾行性の後脚を持ち、四足歩行で素早く移動する。背中にはパイプ状の突起がない。
天井を逆さまに走り、垂直の壁にへばり付いてそのまま素早く駆けることもできる。溶鉱炉に沈められて全身を溶けた鉛で覆われても死なないなど、非常に高い耐久力を持つ。肉食で、獲物を捕食する描写がある。劇中では特殊素材セラモカーバイド製の扉を変形させており、力も強い。
スラコ号の脱出艇に潜んでいたフェイスハガーに寄生された犬から誕生。武器を持たない囚人たちを次々と虐殺したが、前述の溶鉱炉で鉛を浴びせられた後にスプリンクラーから水をかけられ、急激な温度差による熱疲労で全身が破裂し、死亡した。

### ニュー・ウォーリアー
『4』で登場した種類。元から人間のリプリーの遺伝子が組み込まれたクローンのエイリアン・クイーンから生まれたフェイスハガーが、実験体である人間に寄生して生まれたものであり、他のエイリアンと比べて人間の遺伝子をより多く含んでいる。初めて水中を泳ぐ姿を見せたエイリアンでもあり「アクア・エイリアン」とも呼ばれる。
施設の構造や仕組みを学習し利用したり、自身の身体的特徴や獲物の性質を活用して罠を仕掛けるなど、シリーズに登場するエイリアン・ウォーリアーの中でも特に知能が高い。
劇中での具体的な描写として、躾用の冷凍ガスのメカニズムを学習し利用する、銃を餌にエルジンを誘き寄せて殺害する、さらにその死体を囮にベティ号クルーを誘き寄せる、通路一帯を水没させその水面にエイリアンエッグを設置し、息継ぎのために顔を出したところをフェイスハガーに襲わせる、獲物以外の目的でリプリーを連れ去る、などが見られた。これらの知能の高さは人間の知能を引き継いだためともされており、ノベライズ版では人間の言語を理解している描写もある。
同族を殺しその出血で檻を破る、口から酸性の体液を敵に吐きかけるなど、自身の酸を利用する戦法を見せた。口から吐く酸は血液に比べて酸性度が低いようで、これを浴びたクリスティーの顔は焼け爛れたのみで、溶解には至らなかった。
エイリアンクイーンの産卵方法が卵生から胎生に変わったため、「チェスト・バスターの宿主となる人間の捕獲」から解放された。
従来のエイリアンよりも生物的な意匠が組み込まれており、背中の突起が4本、後脚が趾行性、ヒレや水かきがある、などの違いがある。劇中では体色が黒く見えるが、実際の撮影で使用されたプロップの体色は茶色。

### ニューボーン
『4』で登場した個体。名称は「新生児」の意味であるが、新種という意味も匂わせている。体格はこれまでのエイリアンと比べてかなり大きいものの、「5本指」「眼球とまぶたがある」「口内にはインナーマウスがなく、代わりに舌が付いている」「乳白色の柔軟な外皮を持つ」「血液が酸性ではなく、色が赤色」「尾がない」など、その外見は人間に近いうえ、胸部には乳房らしきものもあるなど、これまでのエイリアンとは大きく異なる。ただし、エイリアン・クイーンから誕生した直後には繭にされていたゲディマンの頭部に噛り付き、彼の脳を貪り食うシーンがあるため、食性は変わっていないことがうかがえる。
リプリーから受け継いだ人間のDNAによる影響で胎生となったクイーンから誕生するが、自身は生みの親であるクイーンを母と認識せず、遺伝上は祖母に当たるリプリー8を母と慕って穏やかな表情を浮かべたり、クイーンを殺害する際に殺意を込めた表情をするなど、感情表現は豊かである。力はニュー・ウォーリアーはおろかクイーンをも凌駕しており、腕の一振りでクイーンを殺害し、ベティ船内では片手でディステファノの頭部を握り潰している。生命力も強く、最終的に死亡したとはいえ、終盤でベティ号の窓から吸い出される時は、左腕や腸を吸い出されても生きていた。
最後は、リプリー8以外の人間に対して、無差別に殺害しようと行動するニューボーンの凶暴性を危険視したリプリー8が処分を決意し、自分の強酸性の血液を用いてベティ船内の窓に小さな穴を開けたことで、そこから真空の宇宙へ体組織を一片残らず吸い出されバラバラになり死亡する。この際リプリー8は涙ぐみながら「許して…」と謝罪し、吸い出されるニューボーンも一瞬だけ悲鳴が止まっている。

### バトル・エイリアン
『AVP』で登場した種類。劇中にてプレデターと戦うことからこう呼ばれる。
儀式のためにプレデターによって品種改良された種であり、寄生から誕生までのスピードが非常に速く、鉤爪や尻尾などがより攻撃的になり武器を持ったプレデターとも互角以上に戦えるよう戦闘に特化している。
ドッグ・エイリアンと同じく移動する際は四つん這いで行動しており、天井や垂直な壁を床と同じように走ることができる。知能も高く、ニュー・ウォーリアー同様に酸を戦闘に利用していた。
スーツは『4』のニュー・ウォーリアーをベースに造形されているが、体色は黒く、背中のパイプ状の突起は5本、後脚が趾行性から人間と同じ蹠行性に戻っている。また劇中ではヴァーヘイデンやレックスから「醜い化け物」と呼ばれるなど、プレデターシリーズでダッチとハリガンが用いたセリフで蔑まれている。

#### グリッドエイリアン（アルファエイリアン）
バトル・エイリアンの中で、プレデターのネットランチャーによる攻撃で頭部と両肩にグリッド（網目）状の傷を負った個体。
ノベライズ版によれば最初に生まれた個体であり、他の物に比べ体格も大きく知能も高く、他のエイリアンたちのリーダー格として立ち回る。
劇中ではチョッパー・プレデターを不意打ちで殺害した後、ケルティック・プレデターと激しい肉弾戦の末に勝利。この際、尾を切断された上、プレデターのタックル（石柱がへし折られるほどの威力）をまともに受け、さらにジャイアントスイングで何度も壁や柱に頭をぶつけたのちに投げ飛ばされても平然と立ち上がって酸性の体液で反撃するなど、ニュー・ウォーリアー以上に高い耐久性を備えている。神殿を脱出しようとするレックスとスカーに迫るが、僅差で間に合わず、ガントレットの爆発により他のバトル・エイリアンもろとも死亡した。
作中で詰めの甘さがある未成年プレデターとはいえ、チョッパー、ケルティックの計2体を続けて殺害した個体である他、不意打ちでチョッパーを尻尾の槍で刺した後、持ち上げて嘲笑うかのように睨んだ直後にインナーマウスで殺害、次にネットランチャーで自身を捕縛したケルティックがセレモニアル・ダガーでいつでも止めが刺せると慢心した隙に体液で特殊ネットを溶かした直後に油断したケルティックをインナーマウスで殺害後、勝利の雄叫びを上げるなどの行動で感情表現を豊かにしている。また自身を捕縛する前のケルティックの行動をうかがいながら奇襲、プラズマキャノンを手に入れたスカーの狙撃に対してはプラズマ弾をすぐさま回避して、自身は身を隠しながら戦況を見守るなどクイーンを除いたエイリアンの中では他のウォーリアーとは一線を画す狡猾な知将にして最強のナンバー2として描かれている。

### 『AVP2』に登場するエイリアン・ウォーリアー
『2』で登場したエイリアン・ウォーリアーの頭部をバトル・エイリアンに組み合わせた姿をしている。性質もそれまでのエイリアンとほぼ同じで、獲物を繭にしたり、食事をするシーンなどがある（この時の描写ではインナーマウスを使用していた）。
プレデターの宇宙船の墜落で解き放たれたフェイスハガーの群れにより誕生。プレデリアンをリーダーとして、ガニソンの街を暗躍した。このウォーリアー群に関してはプレデター・ザ・クリーナーによって掃討されている。
デザインの変更は監督のストラウス兄弟の指示によるもの。頭部は『2』のプロップを元に製作されているため、フードが存在しない。
鳴き声もエイリアン2の「クジャク・ゾウ音」が使用されている。
ヌーヴェル・ウォーリアー
本作のエイリアンは、プレデターの宇宙船のフェイスハガーによって誕生した個体と、プレデリアンによって生み出された個体がそれぞれ複数登場しているが、ヌーヴェル・ウォーリアーの名称は主に後者を指す。名称はノベライズ版からで、ヌーヴェル（nouvelle）とはフランス語で「新しい」の意であるが、作中でそれが示されたことはない。姿に関してはどちらもほぼ同一で差異はない。
従来のウォーリアーたちのような成長過程を経ず、プレデリアンによって妊婦の胎児がチェストバスター化したもので、いままでのウォーリアーが一人の宿主に対して一体しか誕生できなかったのに対し、ヌーヴェル・ウォーリアーは一人の宿主から複数で誕生することができる。
監督の解説によればその役目は生みの親たるプレデリアンの護衛であるが、通常のクイーンと違ってプレデリアンは単体で繁殖が可能であり、ウォーリアーに人間を生け捕りにさせる必要が無いため、ヌーヴェル・ウォーリアーは、ニュー・ウォーリアーと同じく「チェスト・バスターの宿主となる人間の捕獲」という目的から開放されたウォーリアー類である。故に、ヌーヴェル・ウォーリアーによって人間が捕獲されるシーンはあるが、繭にされた死体は登場しない（どこへ、何のために捕獲されたのかは描かれなかった）。
プレデリアンの敵たるザ・クリーナーに対しては率先して攻撃を仕掛けて負傷させ、不意打ちながらもプラズマ・キャノンの片方を破壊し、フェイス・マスクの照準装置を損傷させてプラズマ・キャノンそのものを使用不能にする戦果を挙げた（このため、クリーナーは残った片方のキャノンをハンドガン型へ変形して対応した）。この他にも、プレデター掃討に派遣されたコロラド州軍第89中隊に奇襲をしかけ殲滅している。

### プレデリアン
元々はダークホースコミックスにおいてイラストが描かれたのが初出のプレデターに寄生したエイリアンの成体。
その後各種コミック作品・PCゲーム『Alien vs Predator』シリーズのみの存在に留まっていたが映画『エイリアンVSプレデター』『AVP2 エイリアンズVS.プレデター』で登場。以下はあくまで映画AVP2のプレデリアンの個体の記述である。
スカー・プレデターに寄生して成長し、プレデターのDNAを取り込んだ混合体である。身長213cm。割合は、エイリアンが85%に対し、プレデターが15%とされる。過去にもプレデターが通過儀礼として行うエイリアンとの戦闘においてしばしば発生しており、その際には「クリーナー（掃除屋）」と呼ばれる専門のプレデターが退治に赴く。
外見としては、姿形はバトルエイリアンに頭部のドレッドのような触手や4本の外顎などプレデターの特徴を組み込んだ姿をしており、また頭部や背中にはエイリアン・クイーンやビッグチャップの意匠も見受けられ、フードの下には眼窩があり、頭部のドレッドは第3作で登場したドッグチェストバスターの尾を流用した物である。鳴き声はプレデターとクイーンのそれを組み合わせたものである。
地球人類を宿主とした他のエイリアン・ウォーリアーよりも身長や体格も大きく、従来のエイリアンのように甲殻質の細身な体型ではなく、外骨格の上から筋肉のような筋に全身を覆われており、歩行の際は四足歩行は行わず基本的に直立姿勢の二足歩行である。後脚の形状は趾行性。力も他のエイリアン・ウォーリアーより強く、アスファルトを粉砕し、人間を片手一本で殺害し、プレデターを一撃で弾き飛ばすほどである。また尾の先端の形状がウォーリアーと異なり、エイリアン・ウォーリアーのそれが鎌状に湾曲しているのに対し、こちらは槍状で巨大な棘のような形となっている。皮膚の色も黒ではなく、プレデター同様に白く、またプレデターのスキャン視覚に対してもエイリアンではなくプレデターに近い反応を示す。さらに相手を威嚇する際にはプレデター同様に両手を左右に開く癖がある。
性格はエイリアン・ウォーリアーよりも残忍であるとされ、気に入らない味方のウォーリアーを殴りつける、クリーナーの挑戦に応じて闘うなど好戦的である。クリーナーを度々出し抜き不意打ちする、病院内の赤ん坊を見て人間の生殖を理解するなど、知能も高い。
外見だけでなく、プレデターの性質や能力も一部取り込んでいる。
その証拠に終盤では武器がリスト・ブレイドのみになったクリーナーがマスクを外すまで、一切攻撃せずに待つなどの行動が見られる。
本作のプレデリアンについて最大の特徴は、単独での生殖活動ができることである。プレデリアンは、クイーン・エイリアンのように卵を産み付けるフェイスハガーを生産するエッグを生まなくても、口移しで宿主の体内に卵を産み付け、短期間で大量のチェストバスターを誕生させることができる。人間の妊婦の体内に卵を産み付けられると宿している胎児にエイリアンの遺伝子が組み込まれ、それがチェストバスターへ変換される。

### プロトモーフ
『エイリアン: コヴェナント』で登場した種類。アンドロイドのデヴィッドがネオモーフやエンジニアたちの身体を使い、様々な実験を繰り返した結果誕生したゼノモーフ（エイリアン）。
エイリアンエッグから飛び出したフェイスハガーが人体に寄生体を植えつけることで誕生し、成体もほぼゼノモーフそのもの。細部はかなり異なるが、体は皮膚を取り除いた人体標本のようである。全身に青い血管が浮き出ている。ビッグチャップと同様にフードの下に眼窩を持つが、人間の骨格とはかけ離れた形状をしている。後脚の形状は趾行性。チェストバスターはゼノモーフと異なり成体とほぼ同じ姿である。作中ではドッグ・エイリアンと同様に、獲物を捕食する描写がある。
幼体の頃は誕生を喜ぶデヴィッドの両手を平行に上げる仕草を真似するなど、なついている様子を見せたが、カーゴ船で脱出する一行を襲撃する際にデヴィッドの存在を意に介さない、進行を妨害された際に腹いせに監視カメラを破壊するなど、ネオモーフよりも狂暴かつ冷酷な面が見られる。
一定の知能を備えていた従来の人間を宿主としたエイリアンとは違い、ドアが開いているにもかかわらずカーゴ船のコックピットのキャノピーを頭突きで割って入ろうとする、カーゴ船のクレーンを敵と認識して襲いかかるなど、より本能に忠実で野性的な行動が多い。

## クローン・リプリー
エイリアンの同種とみなし記述する。
リプリー1-7
『エイリアン3』までに登場し、その最後で自決したエレン・リプリーのDNAクローン。『3』から200年後の2470年、軍の実験宇宙船「オーリガ」でフューリーに残っていた血液から再生された。これは『4』でリプリーに宿ったエイリアン・クイーンを再生して軍事に利用することを目的としたものであったが、リプリーのDNAがエイリアンのそれと融合してクローン再生が失敗に終わった結果、リプリーの人間としての身体にエイリアン・クイーンの腕が生えた、異形の姿になっている。リプリー8とは違い、血液は酸性ではない。生命維持装置を装着されて身動きをできなくなっているため、最後はリプリー8に自らを殺すよう懇願し、彼女によって火炎放射器で焼き殺された。
リプリー8
リプリー1-7での失敗点を改善して作られたクローン。リプリー1-7とは違い、リプリーそのままの形で再生されたが、彼女のDNAがエイリアンのそれと融合していたため、リプリー8は血液がエイリアンのそれと同様に強酸性であり、常人以上の怪力や鋭敏な感覚など各種能力を持っているうえ、銃器類も扱える。エイリアンのことは本能的に敵と見なし、躊躇なく殺してはいるが、自らより前に作られたクローンのリプリー1-7やニューボーンなどについては同族と見ており、悲痛な表情を浮かべつつ、断腸の思いで殺害している。

## プロメテウスに登場した生物
便宜上ここに記述する。ただしこれらの生物がエイリアンの試作型なのか、過渡期にあたる存在なのか、完全に異なる種なのか、『プロメテウス』が公開された2012年時点では関係性は一切不明。

### ハンマーピード
エンジニアの遺跡にいた小型の軟体生物。乳白色の体色に鱗の無い蛇のような胴体、拳を握ったような形からV字状に開く中央に歪みのある頭が特徴。頭を切断されても直ぐ様再生させることができる。また獲物の口内に長時間入り込むが、変異しないので目的は不明である。
エンジニアの遺跡にある土壌に棲んでいたミミズ型生物が、祭壇のような部屋に均整に並べられていた容器から溢れだした生物兵器ブラックタールに接して変異した。
普段は溢れだしたブラックタールの中で泳いでいるが、遺跡調査中に無数のエンジニアの死体を見て怖じ気づき、道に迷ったファイフィールドとミルバーンの前に現れた。蛇のように鎌首をもたげて威嚇音を発し、それに動じず触ろうとしたミルバーンの腕に巻き付いて骨折させた。ファイフィールドに切り付けられると、傷口から噴き出した強酸性の血液が彼の頭部をヘルメットごと融解させ、頭を再生させた後にミルバーンの傷口から気密服に侵入し、口に入り込んで窒息死させた。

### トリロバイト
ショウの子宮から誕生した巨大な軟体生物。乳白色の体色に7本の太い触手、さらに裏面には細い触手を射出する無数の穴と歯の付いた大きな口があるのが特徴。
エンジニアの遺跡にあったDNAのエキスで汚染されたホロウェイがショウと情交した結果誕生した。ショウを追って現れたエンジニアに襲い掛かって昏倒させ、さらに口腔から寄生体を植え付けた。
大きさや触手の有無などの差異はあるが、わずかな時間で数十センチ程度から数メートルにまで及ぶ大きさへ成長したことや、獲物の顔面に取り付いて窒息させながら寄生体を植え付けることなど、外見上の相似だけでなく性質においてものちのエイリアンに通じる要素を多数備えている。ただしフェイスハガーが対象をある程度生かすのに対し、トリロバイトはそのまま殺害している。

### ディーコン
トリロバイトに寄生されたエンジニアの体内より誕生した生物。名前の意味は「助祭」。
鋭く尖った頭を持ち、眼球を持たない。上顎が二重になっており、内側の顎と下顎が突出するというエイリアンに近い特徴を有している。しかしながらエイリアンに特徴的な長い尾がなく、第二の顎も完全ではない。表皮も滑らかで機械的な幾何学模様が存在しない、成体のまま誕生するところなどに相違がある。後脚の形状は趾行性。

## エイリアン: コヴェナントに登場した生物

### ネオモーフ
デヴィッドがエンジニアの遺跡にあった黒い液体（生物兵器であるブラックタール）を用いた実験で生みだした、菌類のような母体から放出される黒い胞子が生物に寄生することで誕生する。胞子は空中を漂い直接人体へ侵入するので、フェイスハガーやトリロバイトのような中間体は存在しない。寄生された宿主の体調は急激に悪化し、激しい苦痛を受けた末に、侵入箇所の近くの体表を破ってネオモーフが出現する。
尖った頭、成体のまま誕生するところはディーコンと共通し、乳白色で滑らかな表皮を持つが、長い尾や背中の突起など、よりゼノモーフ（エイリアン）に近い外見を持つ。後脚の形状は趾行性。誕生してすぐに周囲の生物（作中では人間）を襲い、強化ガラスを破るなど狂暴な存在。急激に成長し、作中では殺害した人間を捕食する場面も描写された。

## エイリアン: ロムルスに登場した生物

### オフスプリング
瀕死の重傷を負ったケイがZ-01と呼ばれるビッグチャップのDNAを解析して作り出した合成物を接種した結果、身籠っていた胎児が変質して誕生した生物。名前の意味は「子、子孫」。トリロバイトと同様に人間の子宮から産まれ、誕生時は母体であるケイとへその緒で繋がっており、強酸性の液体が染み出す繭に覆われている。誕生直後は人間の新生児のような姿であったが、繭から出ると急速に成長した。
成長後はエンジニアとエイリアンが融合したような姿でインナーマウスも存在するが、従来のエイリアンのものとは形状が違う。全体的に『4』に登場したニューボーンを彷彿とさせるデザインをしているが尻尾が生えており、後脚は人間と同じ蹠行性である。
母親であるケイの母乳をインナーマウスで飲み干して殺害、アンディを機能停止にまで追い込み、レインにも襲いかかるがコーベラン号の貨物室ごと船から切り離され、小惑星帯に激突して死亡した。

## デザイン・造型
第1作のエイリアン成体のスーツ原型は、デザインを手掛けたH・R・ギーガー自ら製作している。当初はデザインのみの参加のつもりが、アメリカのスタジオで制作されたモデルがイメージとかけ離れているという理由でロンドンでの撮影に志願した。第1作におけるギーガーによるデザイン過程は画集『ギーガーズ・エイリアン』に詳しい。ギーガーはエイリアンの体表を透明な皮膚で覆うことを希望していたが、撮影に耐える十分な強度のある素材が無かったため断念している。また首廻りの管状の器官には、日本製の灯油ポンプが流用されており、プロップから作られた精巧なコピーを仔細に観察すると、元の灯油ポンプに刻印された文字とJISマークが確認できる。没になったが、ロン・コップによるクトゥルフをモチーフとしたタコ頭の初期デザインも存在する。
『2』にギーガーは参加せず、キャメロン監督の意見を多数反映してスタン・ウィンストンのチームがエイリアン・エフェクトを担当した。ウィンストンはこの後に『プレデター』2作に参加するが、『プレデター2』でプレデターのコレクションとして後頭部の長く伸びたエイリアンそっくりの頭蓋骨を登場させたため、後年プレデター対エイリアンというクロスオーバーが展開することになる。
『2』でウィンストンのチームに参加していたアレック・ギリスとトム・ウッドラフ・ジュニアは独立して「アマルガメイテッド・ダイナミクス」を設立。ギーガーの指示も採り入れつつ『3』のエイリアン・エフェクトを手掛ける。以後『AVP2』まで実際の造形は同社が行っているため、成体エイリアン後頭部の曲線や、2作目までより一回りサイズアップしたフェイスハガーの質感と、顔にしがみつく指の配置などはほぼ一貫している。ウッドラフは担当全作で実際にスーツを着用しエイリアンを演じている。
全身像が映される場合、第1作でブレットを連れ去るエイリアンはワイヤーで吊るされているが、『3』ではゴー・モーションやデジタル合成が試みられており、『4』以降ではフルCGによるエイリアンが登場している。『2』のメイキング映像ではフェイスハガーを走らせる様々な工夫も紹介されている。

## 登場作品

### 映画
- 『エイリアン』
- 『エイリアン2』
- 『エイリアン3』
- 『エイリアン4』
- 『エイリアンVS.プレデター』
- 『AVP2 エイリアンズVS.プレデター』
- 『プロメテウス』
- 『エイリアン: コヴェナント』
- 『エイリアン：ロムルス』

### ドラマ
- 『Alien: Earth（原題）』

### ゲーム
- 『エイリアンズ』
- 『Alien 3』
- 『エイリアンVS.プレデター（SFC）』
- 『エイリアンVSプレデター（GB）』
- 『エイリアンVSプレデター (カプコン)』
- 『エイリアントリロジー』
- 『Alien Resurrection』
- 『Aliens vs. Predator (2010)』
- 『Aliens: Infestation』
- 『Aliens: Colonial Marines』
- 『エイリアン アイソレーション』
- 『エイリアン：ファイアーチーム エリート』
- 『エイリアン ダークディセント』
- 『Alien: Rogue Incursion』

#### その他
- 『Mortal Kombat X』（DLCキャラクター）
- 『Dead by Daylight』（キラー）
- 『フォートナイト』（スキン）
- 『Fall Guys』（スキン）

### コミック
映画『エイリアン』シリーズを題材としたアメリカン・コミックスは1988年から2020年の長期にわたりダークホースコミックスが出版権を所有していたが、映画の権利元である20世紀フォックスがウォルト・ディズニー・スタジオの子会社になったことに伴い、2021年以降はマーベル・コミックによりコミックが出版されている。

#### 日本語翻訳作品
- KKベストセラーズ
  - 『エイリアン』Alien: The Illustrated Story（映画第1作のコミカライズ）
- ビクターエンタテインメント
  - 『エイリアンVSプレデター』
- フェーズシックス
  - 『エイリアン：ディファイアンス1』
  - 『エイリアン：ディファイアンス2』
  - 『エイリアン：クラシックコレクション 1 アウトブレイク』
  - 『エイリアン：クラシックコレクション 2 ナイトメア・アサイラム』
  - 『エイリアン：ジェノサイド』
  - 『エイリアン3 オリジナル・スクリプト』
  - 『エイリアンVSプレデター1 ブラッドタイム』
  - 『エイリアンVSプレデター2 デュエル&ウォー』
  - 『エイリアンVSプレデター3 スリー・ワールド・ウォー』

#### クロスオーバー作品
ダークホースコミックス時代は同じく自社でキャラクター権利を持つプレデターと共にDCコミックスなど他社とのクロスオーバーを積極的に展開していた。
- 映画キャラクター
  - Aliens vs. Predator vs. The Terminator（ターミネーターとのクロスオーバー）
- DCコミックス
  - Superman/Aliens（スーパーマンとのクロスオーバー）
  - Superman/Aliens 2: God War
  - Batman/Aliens（バットマンとのクロスオーバー）
  - Batman/Aliens 2
  - Superman and Batman vs. Aliens and Predator
  - Green Lantern vs. Aliens（グリーン・ランタンとのクロスオーバー）
- その他
  - Judge Dredd vs. Aliens: Incubus（ジャッジ・ドレッドとのクロスオーバー）
  - WildC.A.T.s/Aliens（ワイルドキャッツとのクロスオーバー）
  - Overkill:Witchblade/Aliens/Darkness/Predator（ウィッチブレイドとのクロスオーバー）
  - Witchblade/Aliens/Darkness/Predator: Mindhunter

### 小説
- 『エイリアン: 地球殲滅』Aliens: Earth Hive（スティーブ・ペリー著、布施由紀子訳、角川ホラー文庫）1995年 ISBN 978-4042671022
- 『エイリアン 虚空の影』Alien: Out of the Shadows（ティム・レボン著、渡辺周訳、竹書房）2014年 ISBN 978-4812488058
- 『ウィリアム・ギブスン エイリアン3』（ウィリアム・ギブスン、パット・カディガン、入間眞訳、竹書房）2022年 ISBN 978-4801931701
- 『ALIENS ビショップ』（T・R・ナッパー著、入間眞訳、竹書房）2024年 ISBN 978-4801941731

## その他
1995年に日本で放送された進研ゼミ中学講座のテレビCMにて、マスコットキャラクターとしてエイリアンが使用された。CMは複数のバリエーションが存在し、登場するのはいずれもエイリアン・ウォーリアー（一部シーンでは従来のものとはデザインが違う描写もある）。登場するエイリアンは言葉を喋らず映画同様に描写されているが、中学生（他は全員人間）として日本の中学校に通う描写がなされた。
CM内容は「教室での授業中、自分の体液で床が溶け、階下の教室へ落下する」「チャイムが鳴る中、教師より一歩先に教室に入ったことで遅刻扱いにならず勝ち誇る」「ニワトリ小屋の作業をサボっていたが、校長が現れた途端にニワトリの世話に精を出す」など映画の設定を基にしたコミカルなものとなっている。